# Manuscripta Mediaevalia
Manuscripta Mediaevalia è un portale web Open Access in lingua tedesca che consente la consultazione libera e gratuita dei risultati della catalogazione e digitalizzazione dei manoscritti.

## Contenuto

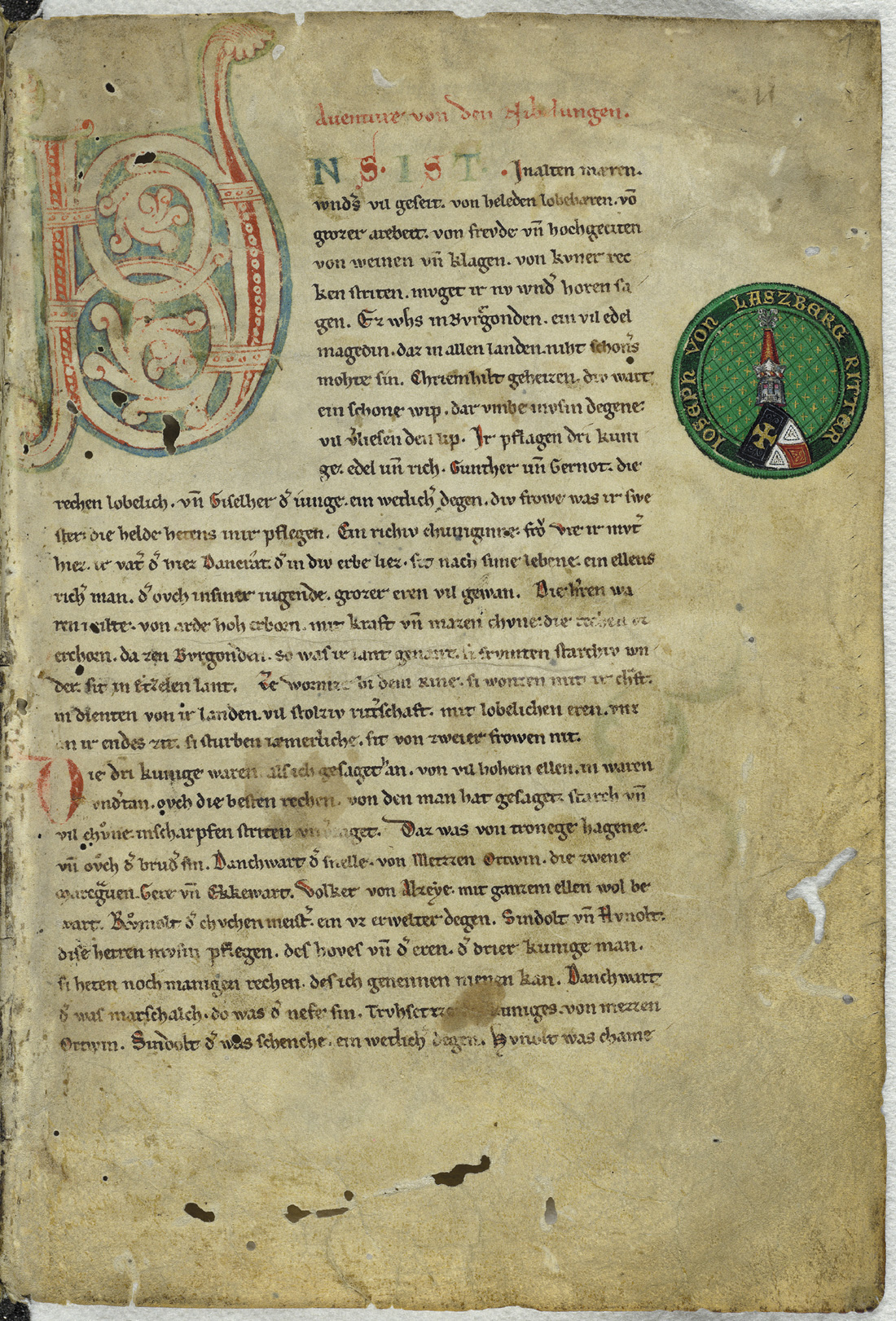
Prima pagina del Codice Donaueschingen 63 relativo alla saga dei Nibelunghi, copia datata fra il 1200 e il 1250, conservata presso la Biblioteca di stato di Baden, a Karlsruhe.

Il sito presenta immagini e descrizioni di oltre 63.000 documenti fra manoscritti e frammenti di manoscritti occidentali, principalmente provenienti da biblioteche della Germania, ma anche austriache, svizzere, della Svezia e della Polonia.
Il servizio è gestito dalla Biblioteca di Stato di Berlino in collaborazione con la Biblioteca Nazionale Bavarese, mentre gli aspetti operativi sono a cura del Centro di documentazione tedesco per la storia dell'arte - Archivio fotografico dell'Università di Marburgo, sostenuto dal finanziamento dell'Associazione tedesca per la ricerca, similmente al sito Kalliope.
Un registro degli argomenti iconografici censisce più di 2.500 codici miniati mediante un menu strutturato di navigazione. Il sito presenta anche un elenco di oltre 170 cataloghi di manoscritti digitalizzati, completato da una mappatura geografica delle collezioni esistenti in Germania e altrove nel mondo. L'Università di Lipsia descrive il portale come la più ampia base di dati di cataloghi di manoscritti.

Al 23 febbraio 2004, risultavano scansionati 89 manoscritti integrali. I manoscritti attribuiti all'età medievale possono essere sfogliati come un comune e-book.
I manoscritti del portale sono utilizzati dai musicologi di cantus-index come fonte storica per l'innologia medievale.
Le riproduzioni a colori rendono visibili e quasi "palpabili" in alta definizione le proprietà delle biblioteche medievali, che spesso non esistono più oppure non sono pervenute in modo completo. L'interfaccia utente è unica e condivisa.

Le panoramiche di inventario sono ordinate per biblioteca e posizione fisica dei reperti, utile ad esempio per conoscere i legittimi proprietari dei manoscritti medievali. 

I record bibliografici seguono uno standard nazionale comune per facilitare l'aggiornamento del database e velocizzare la ricerca bibliografica, che può essere effettuata per nome dell'autore, collocazione bibliotecaria oppure incipit del testo.

## Handschriftenportal.de
Nel 2013, cinque centri di digitalizzazione tedeschi e la DFG, la più grande organizzazione tedesca per il finanziamento alla ricerca, hanno sottoscritto un accordo per centralizzare in unico portale nazionale sia l'accesso in modalità testo integrale alle collezioni di manoscritti digitalizzati presenti in Germania sia la definizione dei metadati delle nuove acquisizioni.

Quattro anni più tardi, un gruppo di medievalisti della Biblioteca Nazionale di Berlino e di Lipsia hanno iniziato progettare la migrazione di circa 90.000 record bibliografici all'interno di handschriftenportal.de, un portale con blog interno completamente rinnovati per consentire una ricerca avanzata con maggiori chiavi e un motore più efficiente.